# Staraya Sorochina
Staraya Sorochina (en ruso: Старая Сорочина) es un pueblo ruso perteneciente al óblast de Kursk. Situado en el suroeste del país, forma parte del distrito de Sudzha.
El pueblo se encuentra ocupado por Ucrania desde el 6 de septiembre de 2024, en el marco de la Incursión ucraniana en el óblast de Kursk de 2024. 

## Toponimia
Otro nombre de importancia local es Stara Sorochina (en ucraniano: Стара Сорочина).

## Geografía
Staraya Sorochina está situado a orillas del río Malaya Loknia, 17 km al noroeste de Sudzha y 80 km al suroeste de Kursk.   

## Historia
El 6 de septiembre de 2024, el pueblo fue escenario de una incursión en la óblast de Kursk de las Fuerzas Armadas de Ucrania en el transcurso de la guerra ruso-ucraniana.El 15 de agosto, el gobierno ucraniano anunció la formación de una administración militar para brindar ayuda humanitaria a los civiles y mantener la ley y el orden, donde posteriormente se integró a Staraya Sorochina.

## Demografía
La evolución demográfica de Staraya Sorochina entre 2002 y 2010 fue la siguiente:
| 31                             | 16 |
| (Fuente: Population of Russia) |    |

## Infraestructura

### Transporte
Pogrebki se encuentra a 2 km de la autopista 38K-024 (Lgov-Sudzha).